# Бретт, Джон
Джон Бретт (англ. John Brett; 8 декабря 1831, Рейгейт, Англия — 1902) — английский художник, близкий движению прерафаэлитов (сам он себя прерафаэлитом не считал), наиболее известный тщательно прорисованными пейзажами.

## Биография
Бретт родился неподалёку от Рейгейта 8 декабря 1831 года, в семье армейского ветерана. В 1851 году он начал брать уроки живописи у пейзажиста Джеймса Даффилда Хардинга. Вместе с Бреттом учился другой английский художник — Ричард Редгрейв. В 1853 году Бретт поступил в школу Королевской Академии, но был более заинтересовал идеями Джона Рёскина и Уильяма Ханта, с которыми он познакомился через своего друга поэта Ковентри Пэтмора (Coventry Patmore). Вдохновлённый идеей Ханта о научном пейзаже, Бретт посетил Швейцарию, где трудился над топографическими пейзажами, а позже попал под влияние художника Джона Инчболда.

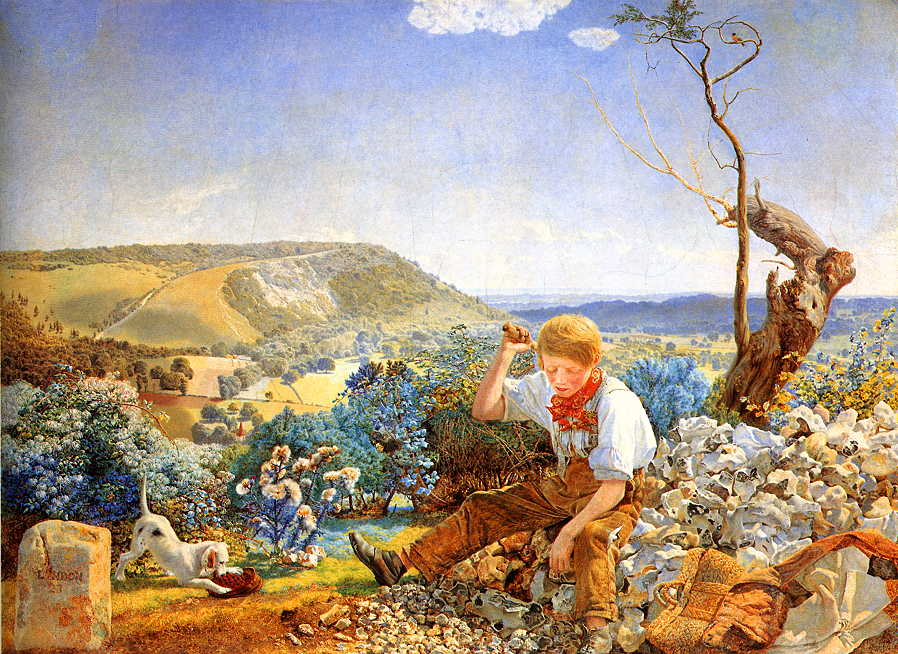
Дробильщик камня

В 1858 году Бретт представил «Дробильщика камня», картину, которая принесла ему славу. На картине изображён мальчик, добывающий строительный материал для дорог на фоне солнечной, тщательно прорисованной долины. Точность геологических и ботанических деталей сильно впечатлила Джона Рёскина, который высоко оценил картину и, между прочим, сказал Бретту, что тот напишет шедевр, если посетит Валле-д’Аоста в Италии. Бретт отправился в путешествие (часть денег на него дал Рёскин), и выставил новую картину в 1859 году, вновь высоко оценённую Рёскиным, который даже её купил. Остальные критики отозвались о ней более сдержанно. Один из них сказал, что это «Надгробный камень пострёскинизму».

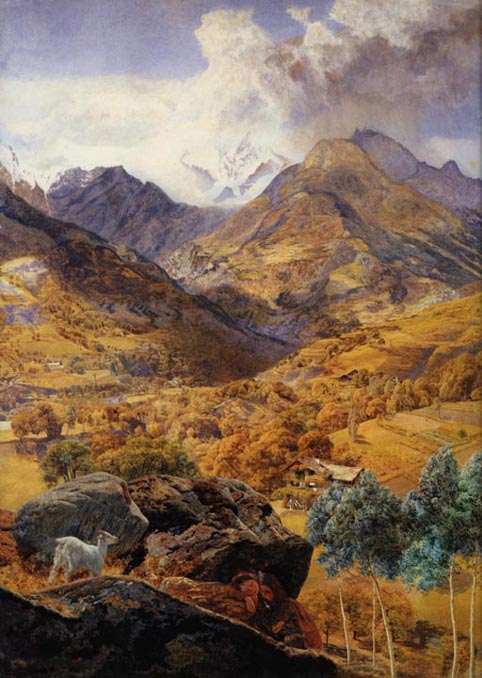
Валле-д’Аоста, 1858

Бретт продолжил писать тщательно прорисованные пейзажи, в том числе, в Италии, где он много бывал в 1860-х. Он всегда был внимателен к научной точности изображённой природы, но часто привносил в картины, по совету Рёскина, моральные и религиозные мотивы. В последние годы Бретт увлёкся прибрежными сюжетами и морскими пейзажами, хорошо ему знакомыми, благодаря собственной 210-тонной шхуне «Викинг», управляемой экипажем из 12 человек. На ней Бретт путешествовал по Средиземному морю.
В 1880-х Бретт каждое лето снимал замок в Ньюпорте, Пембрукшир, где располагалась вся его большая семья, пока он писал, зарисовывал и фотографировал южный и западные берега Уэллса. Картины этого периода были собраны вместе и выставлены в 2001 году на выставке «Прерафаэлит Джон Бретт и берега Уэллса» в Уэлльском Музее в Кардиффе.
Также Бретт с самого детства увлекался астрономией. В 1871 году он был избран членом Королевского Астрономического Общества.